# Kain-und-Abel-Kamin

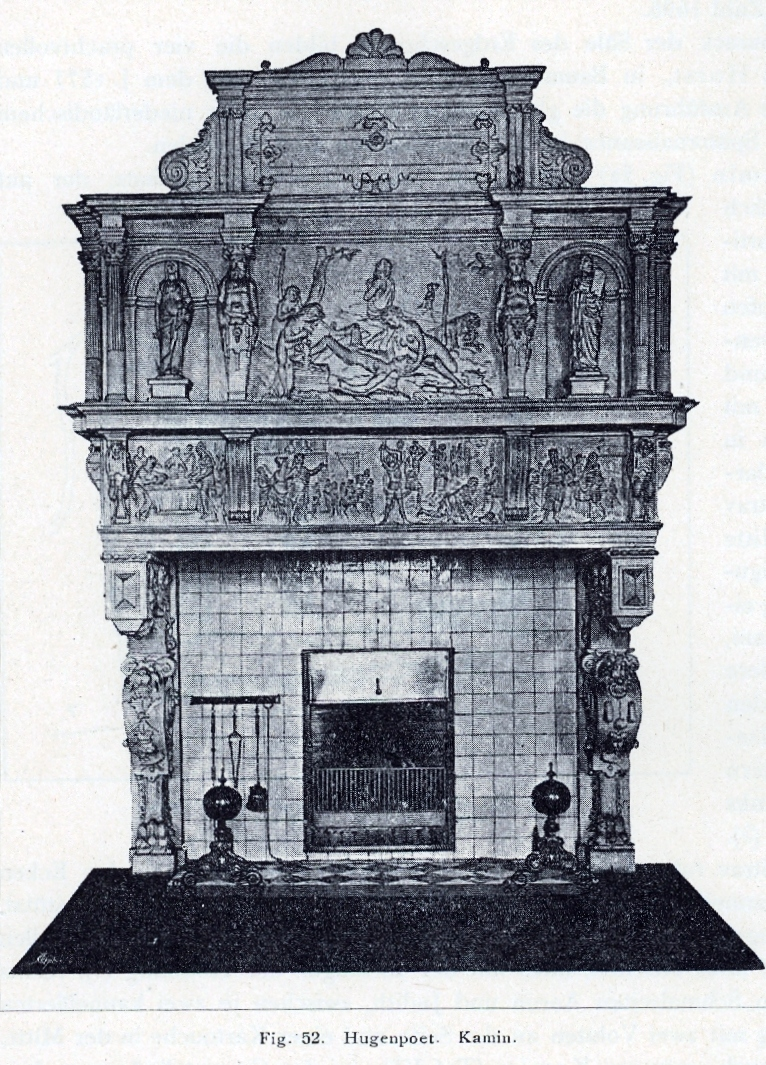
Hugenpoet, Kamin Abel und Kain.

Der Kain-und-Abel-Kamin im Schloss Hugenpoet in Essen-Kettwig wurde im Jahr 1577 geschaffen. Er zählt zu den „glänzendsten Werke[n] der unter niederländischem Einflusse stehenden Spätrenaissance in den Rheinlanden und Westfalen“. Der Kamin gehört zu drei Renaissancekaminen aus Baumberger Stein mit Reliefs aus den Jahren 1560 bis 1578, die ursprünglich von Schloss Horst stammten und später in das Schloss Hugenpoet gelangten. Paul Clemen beschreibt in Die Kunstdenkmäler der Stadt und des Kreises Düsseldorf.

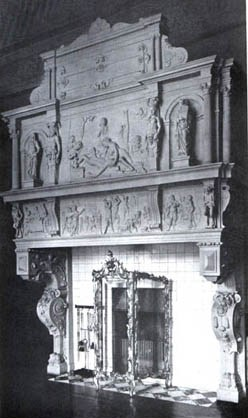
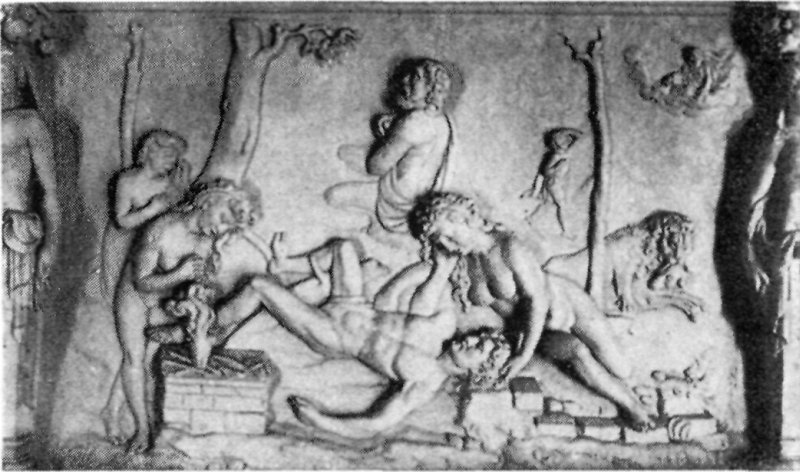

„[Er] besteht aus einem dreiteiligen Aufsatz, der auf zwei ausserordentlich schönen konsolenartigen Füssen ruht, mit Greifen u. Löwenköpfen verziert, in eine Löwenklaue auslaufend, und auf den Seiten mit springenden Greifen in Relief verziert. Der darüber liegende Architrav dreiteilig, in der Mitte im Flachrelief die figurenreiche Darstellung einer Steinigung Stephani, zur Seite zwei andere biblische Scenen, an den Schmalseiten rechts Isebel von den Mauern Jerusalems gestürzt, links David und Sulamith (?). Der über dem Architrav ruhende Aufsatz, durch Konsolen gestützt, ist an den Ecken durch vortretende kannellierte Säulen, dazwischen durch Hermenkaryatiden gestützt. Im Mittelfeld die Klage um den toten Abel, die Körper in schönen sinnlich reizvollen Formen, rechts und links Nischen, links mit der Idealfigur der Hoffnung (?), rechts mit Moses. An den Schmalseiten Aaron und Judith, zwischen je zwei kannellierten Säulen. Die Krönung mit zwei Voluten an der Seite und einer Kartouche in der Mitte.“